# Asuka (wrestlerka)
Asuka (jap. 明日華 Asuka), właściwie Kanako Urai (jap. 浦井 佳奈子 Urai Kanako; ur. 26 września 1981 w Osace) – japońska profesjonalna wrestlerka występująca w brandzie Raw federacji WWE pod pseudonimem ringowym Asuka.
Urai rozpoczęła karierę wrestlerki w 2004 roku, debiutując w federacji AtoZ pod pseudonimem ringowym Kana (jap. 華名 Kana). W 2015 podpisała kontrakt rozwojowy z WWE. Tam zasłynęła ze swojej passy zwycięstw, trwającej 914 dni, podczas której została najdłużej panującą posiadaczką NXT Women’s Championship, z panowaniem trwającym 523 dni. W styczniu 2018 została pierwszą, w historii zwyciężczynią żeńskiego Royal Rumble matchu. W połowie grudnia tego samego roku Asuka wygrała WWE SmackDown Women’s Championship, pokonując Becky Lynch i Charlotte Flair na gali TLC: Tables, Ladders & Chairs, w historycznym, pierwszym Tables, Ladders and Chairs matchu z udziałem kobiet. Asuka jest również dwukrotną i rekordowo najdłużej panującą posiadaczką WWE Women’s Tag Team Championship oraz pierwszą zawodniczką, która wygrała ten tytuł z dwiema różnymi partnerkami. W maju 2020 Japonka wygrała żeński ladder match o kontrakt Money in the Bank, którego jak się okazało prawdziwą stawką było WWE Raw Women’s Championship. Uczyniło to Asukę drugą kobiecą Grand Slam Championką i trzecią Triple Crown Championką, jako zwyciężczyni wszystkich głównych mistrzostw kobiet w federacji. Urai przez wielu uważana jest za jedną z najlepszych i najbardziej wpływowych wrestlerek na całym świecie.

## Kariera wrestlerki

### Lata 2004–2010
Urai zadebiutowała 16 czerwca 2004 w federacji AtoZ, pod pseudonimem Kana. W swojej pierwszej walce zmierzyła się z Leo-ną. 19 marca 2006 niespodziewanie ogłosiła zakończenie kariery; powodem tej decyzji było nawracające zapalenie nerek. Odpoczywając od akcji w ringu, założyła własną firmę designerską. Do ringu powróciła 22 września 2007 roku, odtąd pracowała jako wolny strzelec i pojawiała się m.in. w Ice Ribbon, JWP Joshi Puroresu, Pro Wrestling Wave czy w NEO Japan Ladies Pro Wrestling. Była jedną z członkiń występującego w NEO ugrupowania Passion Red. 10 października 2009 Kana połączyła siły z Nanae Takahashi; razem pokonały Hiroyo Matsumoto i Kyoko Inoue w walce o NEO Tag Team Championship. Utraciły tytuły 31 grudnia 2009, na rzecz Ayumi Kurihary i Yoshiko Tamury. 24 stycznia 2010 Kana ogłosiła, że odchodzi z Passion Red.

### Pro Wrestling Wave (2008; 2010–2015)
W 2008 Kana kilkakrotnie wystąpiła dla Pro Wrestling Wave, lecz stałą współpracę z federacją rozpoczęła dopiero w 2010 roku, po rozwiązaniu NEO Japan Ladies Pro Wrestling. 24 lipca 2011 Kana pokonała Misaki Ohatę w finale turnieju Catch the Wave. 30 października, w drużynie z Ayumi Kuriharą, wygrała turniej Dual Shock Wave o Wave Tag Team Championship. Kana regularnie współpracowała również z Mio Shirai, z którą utworzyła ugrupowanie Triple Tails. 5 lutego 2012 obie wrestlerki utraciły Wave Tag Team Championship. 6 marca Triple Tails przemieniono na White Tails, a grupa rozpoczęła rywalizację z heelowską stajnią Black Dahlia. Na początku 2013 Kana wzięła udział w turnieju Wave Single Championship; 17 marca przegrała walkę finałową z Yumi Ohką.
21 kwietnia 2013 Kana i Mio Shirai pokonały Misaki Ohatę i Tsukasę Fujimoto w walce o Wave Tag Team Championship. 12 lipca White Tails zakończyło działalność, a trzy dni później Kana i Shirai utraciły tytuły mistrzowskie. Kana połączyła siły z Yumi Ohką; jako tag team wzięły udział w turnieju Dual Shock Wave. Dotarły do finału turnieju, lecz nie zdołały go wygrać. W lipcu 2015 Kana przystąpiła do turnieju Catch the Wave, lecz została pokonana w półfinale przez późniejszą zwyciężczynię turnieju – Yumi Ohkę.

### Smash (2010–2012)

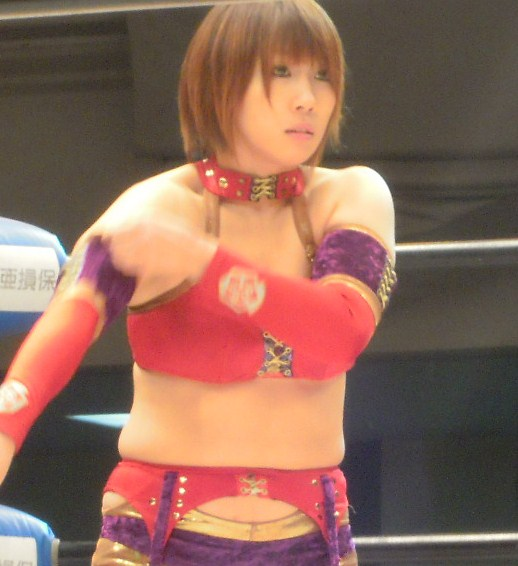
Kana w grudniu 2010

25 czerwca 2010, Kana zadebiutowała w nowej federacji Yoshihira Tajiriego – Smash. W walce wieczoru Smash.4 przegrała z Syuri. Po pojedynku Kana wyzwała rywalkę na walkę rewanżową. Odbyła się ona 24 lipca, podczas eventu Smash.5; Kana, już jako heel, pokonała Syuri w zaledwie trzy minuty. Na potrzeby scenariusza napisała orędzie dla magazynu Weekly Pro-Wrestling, w którym skrytykowała fanów i wrestlerki joshi puroresu (japońskiej odmiany kobiecego wrestlingu). Spowodowało to konfrontację Kany z zawodniczkami federacji JPW Joshi Puroresu na Smash.7. Kana rozpoczęła rywalizację z Tajirim; punktem kulminacyjnym feudu był wygrany przez Tajiriego Intergender match na gali Happening Eve w grudniu 2010. 29 stycznia 2011 Kana stanęła na czele stajni Triple Tails, którą reaktywowała wraz z siostrami Shirai (Io i Mio). Kontynuowała walki z płcią przeciwną: 30 stycznia pokonała Jessicę Love, w lutym zaś Triple Tails pokonały Tajiriego, Kena Ohkę i Youshiakiego Yaga, po czym 31 marca Kana przegrała walkę z Funakim.
W kwietniu Kana rozpoczęła rywalizację z Sereną. 30 kwietnia Triple Tails przegrały walkę z drużyną Sereny, zaś 3 maja Kana została pokonana przez rywalkę w walce singlowej. Kana wzięła udział w turnieju o nowo utworzony Smash Diva Championship; 8 września pokonała Serenę w finale turnieju, stając się pierwszą w historii mistrzynią Smash. Utraciła tytuł 24 listopada, w walce z Tomoką Nakagawą. 19 stycznia 2012 pokonała Nakagawę w starciu rewanżowym i odzyskała mistrzostwo. Tytuł straciła miesiąc później, 19 lutego, w walce z Syuri; po walce rywalki objęły się na znak pokoju. 14 marca, na Smash.Final – ostatnim evencie Smash, Kana połączyła siły z Último Dragónem, pokonując Mentallo i Syuri w walce drużynowej.

### Stany Zjednoczone (2011–2014)
W październiku 2011 Kana zadebiutowała w amerykańskiej kobiecej federacji wrestlingu Shimmer Women Athletes. Na Volume 41 zignorowała powitanie przez Sarę Del Rey i Cheerleader Melissę, co utwierdziło jej pozycję w federacji jako heela. Tego samego dnia pokonała Mię Yim w swoim pierwszym starciu w Shimmer. Na Volume 42 pokonała Del Rey poprzez poddanie, lecz na następnej gali przegrała pojedynek o miano pretendenckie do Shimmer Championship z Cheerleader Melissą. Na Volume 44 pokonała LuFisto, a po walce uścisnęła jej rękę. W następnym tygodniu Kana zadebiutowała w Chikarze; 7 października, w swojej pierwszej walce dla federacji, pokonała Jessie McKay. Następnego dnia została pokonana przez Sarę Del Rey. 17 marca 2012 Kana powróciła do Shimmer i jako face połączyła siły z LuFisto, pokonując Hailey Hatred i Kalamity w walce drużynowej. Tego samego dnia, na Volume 46, została pokonana przez Mercedes Martinez. Nazajutrz, Kana i LuFisto pokonały Christinę Von Eerie i MsChif. Na Volume 48 Kana pokonała Kellie Skater.
Kana pojawiła się w Shimmer po raz kolejny dopiero 27 października 2012. Na Volume 49, odbywającym się tego dnia, Kana i LuFisto zostały pokonane przez Canadian NINJAs (Nicole Matthews i Portię Perez) w walce o Shimmer Tag Team Championship. Na następnej gali Kana została pokonana przez Ayako Hamadę, lecz kolejnego dnia, na Volume 51, wygrała stracie z Atheną. Jeszcze tego samego wieczoru Kana i LuFisto pokonały Made in Sin (Allysin Kay i Taylor Made). 6 kwietnia, na Volume 53, Kana i LuFisto wzięły udział w 4-Way matchu o Shimmer Tag Team Championship, lecz nie udało im się zdobyć tytułów. Na następnym evencie Shimmer Kana pokonała Jessie McKay, lecz na Volume 55 przegrała pojedynek z Madison Eagles. Następnego dnia pokonała Ayako Hamadę, Mercedes Martinez i Yuu Yamagatę w 4-Way matchu, a na Volume 57 zwyciężyła w starciu przeciwko Kalamity. 19 października 2013, na Volume 58, Kana i LuFisto ponownie otrzymały szansę zdobycia Shimmer Tag Team Championship, lecz po raz kolejny nie udało im się wygrać mistrzostwa. Rok później, 18 października 2014, Kana powróciła do Shimmer i przegrała walkę z Cheeerleader Melissą o Shimmer Championship.

### Wrestling New Classic (2012)
5 kwietnia 2012, Tajiri ogłosił, że otwiera nową federację, Wrestling New Classic (WNC). Kana podpisała stały kontrakt z WNC, porzucając status wolnego strzelca. Nowy kontrakt umożliwiał jej dalsze występy w Pro Wrestling Wave, jak również organizowanie własnych eventów. Na pierwszym evencie WNC, Before the Dawn, Kana i Mio Shirai pokonały Makoto i Syuri. Po pojedynku Kana obraziła Makoto, co doprowadziło do odwrócenia się od niej Shirai. 24 maja, na Starting Over, Kana i Syuri pokonały Makoto i Riho, a dwa dni później, na Go! Go! West: Osaka, Kana zmusiła Makoto do poddania się. Następnego dnia, na Go! Go! West: Hiroshima, Kana, Mikey Whipwreck i Tajiri pokonali Akirę, Dave'a Finlaya i Syuri. 17 czerwca, Kana zorganizowała swój pierwszy event Kana Pro, w którego walce wieczoru połączyła siły z Kenichim Yamamotą i przegrała z Daisuke Ikedą i Syuri. 22 czerwca, na evencie WNC, Kana i Syuri zostały pokonane przez Makoto i Mio Shirai. 15 lipca Kana pokonała Shirai, a po walce wdała się w bójkę z Makoto; podczas konfrontacji odniosła kontuzję nadgarstka.
Tego samego wieczoru, Syuri odwróciła się od Kany i dołączyła do nowo utworzonej heelowskiej stajni Akiry i StarBucka. 2 sierpnia, Syuri, Akira i StarBuck pokonali Kanę, Hajime'a Oharę i Tajiriego. Kana, Ohara i Tajiri zostali ponownie pokonani w rewanżowym Barbed Wire Board Deathmatchu, 30 sierpnia 2012, jak również dzień później. Po zwycięstwie nad złowrogim trio w drugim rewanżu, Kana i Tajiri pokonali Syuri i Akirę. Niedługo później, Kana przegrała Intergender match z Akirą. 9 listopada, Kana i Makoto zorganizowały event MakoKana Pro, podczas którego połączyły siły i pokonały Hamuko Hoshiego i Hikaru Shidę. Tego samego wieczoru, Kana w drużynie z Kagetsu zremisowały z Syuri i Arisą Nakajimą (była to walka z 30-minutowym limitem czasowym). Kana wzięła udział w turnieju o WNC Women’s Championship; odpadła w półfinale, po interwencji Jiro Kuroshio. Po walce ogłosiła, że odchodzi z WNC; 4 grudnia 2012 została oficjalnie zwolniona z Wrestling New Classic.

### Reina Joshi Puroresu (2014–2015)
30 sierpnia 2014 Kana rozpoczęła pracę w Reina Joshi Puroresu jako storyline'owa „konsultantka”. Kana pozbawiła Ariyę i Makoto tytułów Reina World Tag Team Championship, po czym wraz z Arisą Nakajimą wygrała turniej o mistrzostwo. 26 grudnia pokonała Syuri w walce o Reina World Women’s Championship, a po pojedynku ogłosiła się „generalną menedżerką” federacji. We wczesnym 2015 założyła stajnię Piero-gun (pl. Armia Klaunów); każdy z członków ugrupowania malował sobie twarz na wzór tradycyjnego makijażu klaunów. Do stajni należeli japońskie wrestlerki Makoto i Rina Yamashita, zawodniczki z zagranicy Alex Lee, Cat Power i La Comandante, jak również męscy wrestlerzy Hercules Senga i Yuko Miyamoto. 25 lutego 2015, na KanaProMania: Advance, Kana i Arisa Nakajima utraciły Reina World Tag Team Championship na rzecz Hikaru Shidy i Syuri. 25 marca Kana straciła posadę generalnej menedżerki Reina po tym, jak jej drużyna przegrała 6-Person Tag Team match z Shidą, Shiro Koshinaką i Zeusem. 31 sierpnia Kana zrzekła się Reina World Women’s Championship. Jej ostatnią walką w Reina Joshi Puroresu było starcie drużynowe, odbyte 4 września 2015 roku, w którym wraz z Syuri pokonała Konami i Makoto.

### Inne federacje (2010–2015)

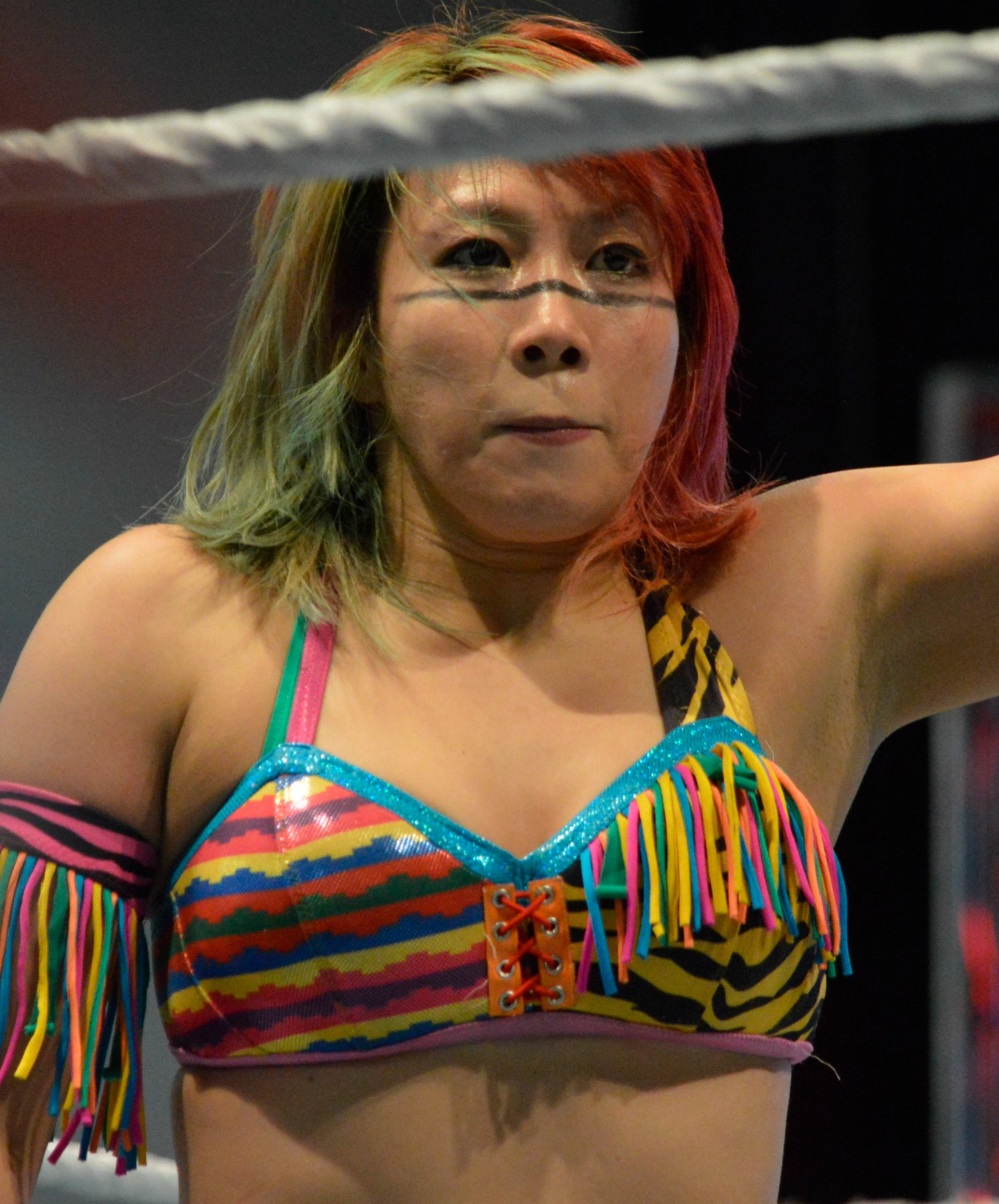
Asuka na evencie Arnold Classic w marcu 2016

29 kwietnia 2010, Kana samodzielnie zorganizowała event Kana Pro, w którego walce wieczoru została pokonana przez Meiko Satomurę. Przez 2010 pracowała w wielu japońskich federacjach wraz z siostrami Shirai, jako Triple Tails. Drugi event zorganizowany przez Kanę odbył się 10 stycznia 2011; Kana i Yushiaki Fujiwara przegrali z Carlosem Amano i Yuki Ishikawą w walce wieczoru. 24 września Kana przegrała walkę z Kengiem Mashimo podczas trzeciego Kana Pro. W październiku, Kana została wybrana na prezesa 666, małej federacji niezależnej, w której walczyła przez rok. 5 listopada wzięła udział w ostatnim evencie federacji Battlarts.
W marcu 2012 Kana zadebiutowała w federacji Dramatic Dream Team. Wzięła udział w ośmioosobowym Battle Royalu z 10-minutowym limitem czasowym o Ironman Heavymetalweight Championship. Po pięciu minutach, Kana zdołała przypiąć Michaela Nakazawę i zdobyć mistrzostwo. Utraciła je na rzecz Antonia Hondy, lecz zdołała odzyskać tytuł zanim skończył się czas. 8 kwietnia obroniła tytuł w kolejnym Battle Royalu; podczas walki trzykrotnie straciła mistrzostwo, lecz za każdym razem zdołała je odzyskać, co uczyniło ją pięciokrotną zdobywczynią Ironman Heavymetalweight Championship. Utraciła tytuł w walce z Ayumi Kuriharą, 30 kwietnia 2012. W maju wzięła udział w tourze po Meksyku, a w lipcu zawalczyła na konwencie kultury japońskiej Japan Expo w Paryżu.
Po odejściu z WNC w grudniu 2012, Kana zaczęła regularnie pojawiać się na wydarzeniach federacji Ice Ribbon i JWP Joshi Puroresu. W lutym 2013 Triple Tails wyprodukowało kolejny event, a w jego walce wieczoru Kana i Mio Shirai zawalczyły z Arisą Nakajimą i Ayako Hamadą. W maju rozpoczęła rywalizację z Nakajimą; 18 sierpnia Kana pokonała Nakajimę w walce o JWP Openweight Championship. Po wygranej zaczęto przedstawiać Kanę jako heela. Utraciła tytuł 15 grudnia 2013, w walce z Nakajimą.
27 grudnia Kana i Mio Shirai ogłosiły, że rozwiązują Triple Tails. 25 lutego 2014, Kana zorganizowała event KanaProMania, w którego walce wieczoru pokonała Meiko Satomurę. W kwietniu zawalczyła dla Pro Wrestling Noah. W czerwcu odbył się kolejny event Kana Pro. 5 października 2014 Kana wystąpiła w All Japan Pro Wresting, a dwa dni później zorganizowała kolejne Kana Pro. W lipcu 2015 ogłosiła, że po evencie KanaProMania we wrześniu zrobi sobie przerwę od wrestlingu na czas bliżej nieokreślony. 15 września, na KanaProMania: Pulse połączyła siły z Hikaru Shidą oraz Syuri i pokonała Arisą Nakajimę, Rinę Yamashitę i Ryo Mizunami.

### WWE

#### NXT (2015–2017)
22 sierpnia 2015, Urai zasiadła na widowni NXT TakeOver: Brooklyn; została przedstawiona fanom WWE jako "Kanna". 27 sierpnia potwierdzono, że Urai podpisała kontrakt z federacją, a niedługo później poinformowano fanów, że dołączy ona do brandu rozwojowego WWE – NXT. Urai zadebiutowała w NXT 23 września 2015 jako Asuka, skonfrontowała się z Daną Brooke i Emmą. 7 października, na NXT TakeOver: Respect, w swojej pierwszej walce dla WWE pokonała Danę Brooke. Asuka kontynuowała rywalizację z Emmą i Brooke; na NXT TakeOver: London wygrała starcie z Emmą.
13 stycznia 2016 Asuka wzięła udział w Battle Royalu o miano pretendenckie do NXT Women’s Championship; nie zdołała go wygrać. 10 lutego obroniła Carmellę przed atakiem ze strony Evy Marie i Nii Jax. Skonfrontowała się też z mistrzynią kobiet NXT, Bayley. W marcu, Asuka i Bayley pokonały Marie i Jax w starciu drużynowym, po czym Generalny Menedżer NXT, William Regal, zabookował walkę pomiędzy nimi na NXT TakeOver: Dallas. 1 kwietnia, na tymże evencie, Asuka pokonała Bayley, zdobywając NXT Women’s Championship po raz pierwszy. Na NXT TakeOver: The End obroniła pas mistrzowski w walce przeciwko Nii Jax. Bayley otrzymała możliwość rewanżu o tytuł z Asuką, co doprowadziło do walki na gali NXT TakeOver: Brooklyn II, z której zwycięsko wyszła mistrzyni. Trzy miesiące później, na listopadowym NXT TakeOver: Toronto, Asuka obroniła NXT Women’s Championship w walce z powracającą Mickie James; po walce odmówiła podania ręki rywalce. 11 stycznia 2017 podczas NXT, Asuka została zaatakowana przez Billie Kay i Peyton Royce, lecz na jej ratunek przybiegła Nikki Cross; po chwili również i ta odwróciła się od Asuki i zaatakowała ją. Z tego powodu, Asuka zawalczyła z Kay, Royce i Cross w Fatal 4-Way matchu o tytuł na gali NXT TakeOver: San Antonio, gdzie zdołała obronić mistrzostwo. Na początku lutego stała się najdłużej panującą mistrzynią w NXT. W marcu wystąpiła na kilku house showach głównego rosteru, zastępując Naomi w jej walkach. 1 kwietnia, na gali NXT TakeOver: Orlando, Asuka obroniła tytuł w walce z Ember Moon. Podczas walki korzystała z nieczystych zagrań, między innymi popychając sędziego w swoją przeciwniczkę i wykorzystując przewagę do pokonania Moon.
Niedługo później WWE zaczęło promować Asukę jako „najdłużej niepokonaną zawodniczkę w historii federacji”, mimo jednej przegranej w Battle Royalu w 2016. 3 maja Asuka przerwała Battle Royal o miano pretendenckie, atakując Ember Moon, Nikki Cross oraz Ruby Riot. Tuż po tym ogłoszono, że na NXT TakeOver: Chicago mistrzyni będzie musiała bronić swojego tytułu w starciu z trzema rywalkami. Ostatecznie, Moon wycofała się z walki z powodu kontuzji, a Asuka wyszła zwycięsko z tego starcia. 14 czerwca po raz kolejny obroniła tytuł, tym razem w Triple Threat Elimination matchu przeciwko Cross i Riot; walka zakończyła się, gdy Riot została wyeliminowana, a Cross i Asuka wyszły z ringu i zaczęły walczyć za kulisami. Doprowadziło to do Last Woman Standing matchu między Cross a Asuką dwa tygodnie później, z którego zwycięsko ponownie wyszła mistrzyni. Na NXT TakeOver: Brooklyn III Asuka pokonała Ember Moon, kontynuując swoją serię zwycięstw; podczas walki doznała urazu obojczyka. Z powodu kontuzji zmuszona była zrzec się tytułu mistrzowskiego; oficjalnie jej panowanie trwało 523 dni.

#### Niepokonana passa (2017–2018)
11 września 2017 ogłoszono, że po wyleczeniu kontuzji Asuka dołączy do brandu Raw. Podczas No Mercy ogłoszono, że Asuka zawalczy na gali TLC: Tables, Ladders & Chairs, 22 października 2017; na gali zwyciężyła Emmę. Podczas Survivor Series dołączyła do damskiej reprezentacji Raw w dziesięcioosobowym starciu przeciwko reprezentacji brandu SmackDown; zdołała przypiąć dwie ostatnie pozostałe przeciwniczki, wygrywając walkę. 27 listopada na Raw Asuka pokonała Danę Brooke w zaledwie 3 sekundy, ustanawiając nowy rekord najszybszej wygranej poprzez poddanie. 25 grudnia zadeklarowała udział w pierwszym kobiecym Royal Rumble matchu, rozpoczęła też rywalizację z mistrzynią kobiet Raw Alexą Bliss. W kolejnym tygodniu pokonała Bliss w standardowej walce. 8 stycznia 2018 Asuka została zaatakowana przez sprzymierzoną z Bliss Nię Jax, co poskutkowało walką między zawodniczkami podczas kolejnego odcinka Raw; z walki zwycięsko wyszła Asuka. 28 stycznia Asuka wygrała pierwszy w historii kobiecy Royal Rumble mecz eliminując jako ostatnią Nikki Bellę. Asuka kontynuowała feud z Nią Jax pokonując ją kolejno w meczach na Elimination Chamber (2018) i na Raw 5 marca. Następnie wzięła udział w pierwszym sezonie Mixed Match Challenge, towarzysząc The Miz'owi. Wygrali turniej po pokonaniu kolejno: Carmelli i Big E, Sashy Banks i Finna Balora, Alexy Bliss i Brauna Strowmana i w finale Charlotte Flair i Booby'ego Roode'a.
Asuka po zwycięstwie na Royal Rumble miała szansę stoczyć mistrzowski pojedynek na WrestleManii 34. Stoczyła walkę o SmackDown Women's Championship z Charlotte Flair na WrestleManii 34, którą przegrała. Flair wygrywając z Asuką przerwała jej bardzo długą passę zwycięstw po 914 dniach.

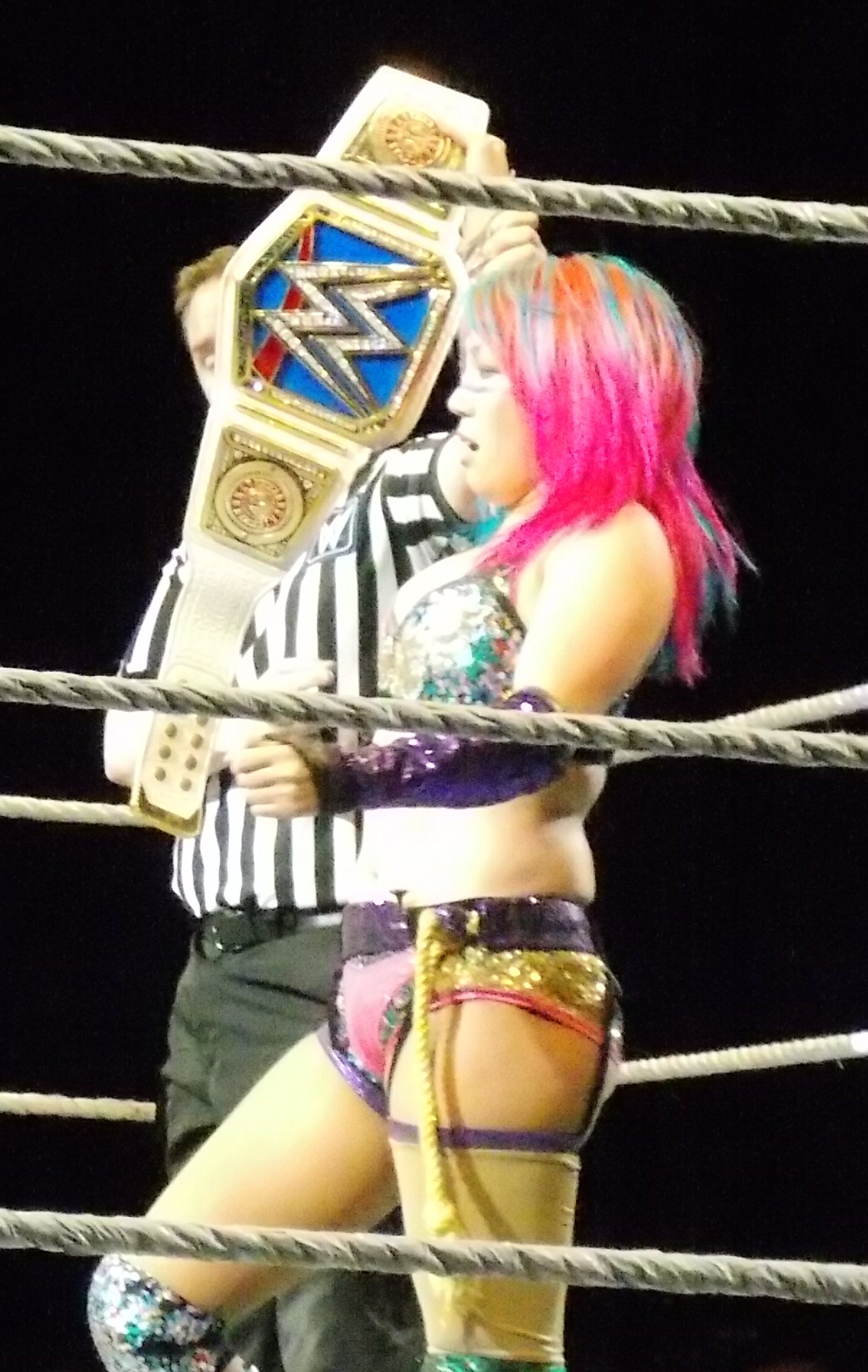
Asuka jako mistrzyni kobiet SmackDown w 2019 roku

#### SmackDown Women's Champion (2018–2019)
W ramach WWE Superstar Shake-up Asuka została przeniesiona do SmackDown. Podczas jej pierwszego występu w niebieskiej tygodniówce uratowała Charlotte Flair i Becky Lynch przed atakiem The IIconics, a następnie przez mistrzynię kobiet SmackDown Carmellę. 15 maja generalny menedżer SmackDown, Paige ogłosiła, że Carmella stanie w obronie tytułu kobiet SmackDown przeciwko Asuce na Money in the Bank, gdzie Asuka przegrała po odwróceniu uwagi przez Jamesa Ellswortha. Asuka dostała swój rewanż na Extreme Rules, ale po ingerencji umieszczonego w klatce Jamesa Eliswortha przegrała starcie.
We wrześniu Asuka pomogła Naomi, która została zaatakowana przez The IIconics. Doprowadziło to do tag team meczu na WWE Super Show-Down, który Asuka i Naomi przegrały. Pod koniec listopada Asuka wygrała battle royal, aby dostać się do pierwszego w historii meczu kobiecego Tables, Ladders i Chairs przeciwko Becky Lynch i Charlotte Flair o mistrzostwo kobiet SmackDown. 16 grudnia, na TLC, w pierwszym w historii meczu o mistrzostwo kobiet w głównym wydarzeniu, Asuka po raz pierwszy wygrała Mistrzostwa Kobiet SmackDown w jej karierze po tym, jak Ronda Rousey wtrąciła się i zepchnęła Lynch i Flair z drabiny. Przez całe swoje panowanie Asuka była w stanie odeprzeć różnych przeciwników, takich jak Naomi, Becky Lynch i Mandy Rose.
26 marca na SmackDown, Asuka przegrała tytuł na rzecz Charlotte Flair, kończąc jej panowanie po 100 dniach. Dave Meltzer z Wrestling Observer ujawnił, że Asuka miała bronić SmackDown Women's Championship niecałe dwa tygodnie później na WrestleManii 35 przeciwko zwycięzcy meczu Fatal 4-Way pomiędzy Carmellą, Mandy Rose, Naomi i Sonyą Deville. Plany zostały jednak odwołane, w ostatniej chwili.

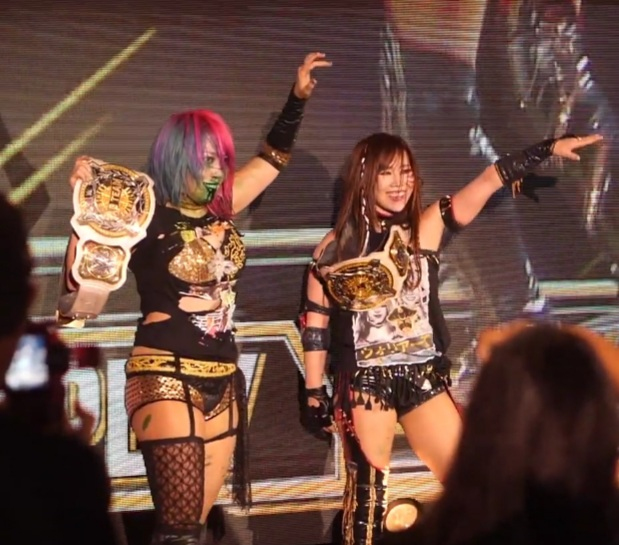
Kabuki Warriors wraz z mistrzostwami WWE Women's Tag Team

#### Kabuki Warriors i Women's Tag Team Championship (2019–2020)
W dniu 16 kwietnia 2019 w odcinku SmackDown, Paige ogłosiła, że będzie zarządzać nowym tag teamem, składającym się z Asuki i debiutującej Kairi Sane z NXT. Zespół Asuki i Kairi Sane, później nazwany "The Kabuki Warriors", został natychmiast wprowadzony w feud z The IIconics (Billie Kay i Peyton Royce) o WWE Women's Tag Team Championship. Po tygodniach unikania ich, The IIconics przegrały z The Kabuki Warriors w Tokyo, co przyniosło The Kabuki Warriors walkę o tytuł. Walka o tytuł odbyła się 16 lipca na SmackDown, gdzie The IIconics przegrało przez count-out. W sierpniu The Kabuki Warriors nie zdołały zdobyć tytułów od ówczesnych mistrzów Alexy Bliss i Nikki Cross.
Po krótkiej przerwie, The Kabuki Warriors wróciły we wrześniu i pokonały Mandy Rose i Sonyę Deville. 6 października, na Hell in a Cell pay-per-view, Kabuki Warriors zdobyły mistrzostwa kobiet Tag Team od Bliss i Cross, po tym jak Asuka wypluła zieloną mgłę na Cross. Następnej nocy na Raw, The Kabuki Warriors pokonały Chharlotte Flair i mistrzynię kobiet Raw Becky Lynch, ponownie nielegalnie używając zielonej mgły do odniesienia zwycięstwa. W ramach Draftu w połowie października Asuka i Sane zostały przeniesione do marki Raw. Na jednym z odcinków Raw Asuka splunęła zieloną mgłą na Paige, co oznaczało ich oficjalny heel turn.
Potem Asuka wdała się w rywalizację z Becky Lynch, kiedy to Lynch wyzwała Asukę na walkę o tytuł Raw Women's. Podczas podpisywania kontraktu Asuka wypluła zieloną mgłę w oczy Becky. Na Royal Rumble Asuka nie zdołała wygrać WWE Raw Women's Championship po tym, jak Lynch kopnęła Asukę, powodując, że wypluła zieloną mgłę w powietrze i we własną twarz. 3 lutego 2020 odcinku Raw, Asuka zażądała rewanżu za tytuł, na który Lynch się zgodziła. Tydzień później Asuka ponownie nie zdołała zdobyć tytułu.
Pierwszego wieczoru na WrestleMania 36 The Kabuki Warriors (Asuka i Kairi Sane) stracili mistrzostwo kobiet Tag Team na rzecz drużyny Nikki Cross i Alexy Bliss. To zakończyło ich panowanie po 180 dniach, najdłuższym jak dotąd. 13 kwietnia 2020 na odcinku Raw, Asuka zakwalifikowała się do Money in the Bank ladder match'u po pokonaniu Ruby Riott. Na gali Money in the Bank Asuka wygrała walizkę z kontraktem na walkę o mistrzostwo,

#### Raw Women's Champion (2020–2021)
Na Raw po Money in the Bank, ówczesna mistrzyni kobiet Raw Becky Lynch ujawniła, że zawiesiła tytuł z powodu ciąży i że mecz zeszłej nocy był w rzeczywistości o zawieszone Raw Women's Championship, a nie o kontrakt na mecz o mistrzostwo, co uczyniło Asukę nową mistrzynią. Została także drugą kobiecą zwyciężczynią Grand Slam i trzecią zdobywczynią Triple Crown. Po ogłoszeniu objęła Becky Lynch i skandowała jej imię, zmieniając się w face'a; później ujawniono, że złamała kayfabe i wykazała prawdziwą reakcję na to ogłoszenie. Na następnym Raw, Kabuki Warriors obie stały face'ami, rozpoczynając feud z Nią Jax. Na Backlash Asuka zachowała tytuł przeciwko Jax, po podwójnym wyliczeniu pozaringowym zarówno Asuki i Jax. Następnego wieczoru na Raw zaplanowano rewanż, w którym Asuka po raz kolejny zachowała tytuł dzięki szybkiemu roll-upowi.
Na The Horror Show at Extreme Rules, Asuka została przypięta przez Sashę Banks w jej obronie tytułu, po tym, jak przypadkowo oślepiła sędziego zieloną mgłą, a Bayley zdjęła koszulkę sędziego i założyła ją na siebie i policzyła pinfall, co było nieoficjalne. Następnej nocy na Raw, Stephanie McMahon orzekła, że wynik jest odwrócony do braku rezultatu, co oznaczało, że Asuka była nadal mistrzynią. Został ogłoszony przyszłotygodniowy mecz rewanżowy pomiędzy Asuką, a Sashą o mistrzostwo, w którym Asuka mogła stracić mistrzostwo przez przypięcie, poddanie, dyskwalifikację oraz liczenie pozaringowe. Asuka straciła tytuł na rzecz Sashy Banks poprzez wyliczenie pozaringowe, po uratowaniu Kairi Sane przed atakiem Bayley kończąc jej panowanie po 96 dniach. W następnym tygodniu Asuka domagała się rewanżu na SummerSlam. Banks zgodziła się pod warunkiem, jeśli Asuka wygra z jej przyjaciółką Bayley za tydzień na Raw. Asuka pokonała Bayley, tym samym zdobywając mistrzowski mecz przeciwko Banks na SummerSlam.
7 sierpnia na SmackDown Stephanie McMahon ustaliła Triple Brand Battle Royal, aby wyłonić pretendenta Bayley o jej tytuł na SummerSlam. 14 sierpnia niespodziewanie w meczu pojawiła się Asuka, która zwyciężyła, zdobywając drugi mistrzowski mecz o SmackDown Women's Championship na SummerSlam. Na gali pierwszy pojedynek stoczyła przeciwko Bayley o mistrzostwo kobiet SmackDown, który przegrała po interwencji Sashy Banks. Następnie zwyciężyła z Banks, w walce o mistrzostwo kobiet Raw, zdobywając tytuł drugi raz w karierze. Następnego wieczoru obroniła tytuł w meczu rewanżowym, w stypulacji lumberjack matchu.
Na następnym Raw, Mickie James przerwała promocję Asuki i wyzwała ją na mecz o mistrzostwo. W następnym tygodniu Asuka połączyła siły z James, aby pokonać Lanę i Natalyę. Na Raw 14 września obroniła tytuł przeciwko Mickie James, po tym jak sędzia uznał, że James nie jest zdolna do kontynuacji walki. Na Clash of Champions obroniła tytuł w walce z Zeliną Vegą, a następnie odpowiedziała na otwarte wyzwanie o mistrzostwo kobiet SmackDown, które wygrała przez dyskwalifikację po tym jak Bayley zaatakowała ją stalowym krzesłem. Naw Raw 28 września obroniła mistrzostwo w rewanżu z Vegą.
12 października odbył się Battle Royal o miano pretendenta Asuki, który wygrała Lana. Na Raw 19 października z sukcesem zachowała mistrzostwo przeciwko Lanie. Po meczu obie panie zostały zaatakowane przez WWE Women's Tag Team Champions, Nię Jax i Shaynę Baszler, ale Asuce udało się obronić i uciec. Cały listopad i połowę grudnia, wraz z Laną tworzyła mocny sojusz, który co tydzień wygrywał z potężnymi mistrzyniami tag teamów. Następnie sojusz Lany i Asuki otrzymał mecz o tytuły na TLC: Tables, Ladders & Chairs. W końcu Jax i Baszler zaatakowały Lanę, doprowadzając do kontuzji i wykreślając ją z meczu oraz zmuszając Asukę do wyboru nowego partnera.
20 grudnia 2020, na gali TLC: Tables, Ladders & Chairs, Charlotte Flair powróciła jako tajemnicza partnerka Asuki, aby zmierzyć się z mistrzyniami Nią Jax i Shayną Baszler o WWE Women's Tag Team Championship. Charlotte wykonała swój ruch kończący, Natural Selection na Baszler, przypinając ją i wygrywając swoje pierwsze WWE Women's Tag Team Championship, czyniąc Asukę piątą, kobiecą podwójną mistrzynią i siebie czwartą, kobiecą Grand Slam Champion oraz piątą, kobiecą Triple Crown Champion.
Rywalizacja ucichła kiedy Flair i Asuka reprezentowały tytuły częściej na SmackDown, niż na Raw, gdzie znajdowały się Jax i Baszler. Na Raw zaś Asuka zmagała się z przerażającą Alexą Bliss, nad którą 25 stycznia 2021 zachowała Raw Women's Championship, a Charlotte była skupiona na Lacey Evans, która dopiero co związała się z jej ojcem, Rikiem Flairem. Oprócz tego Charlotte czasami wdawała się w konfrontacje słowne z byłymi mistrzyniami. 25 stycznia również, gdy Asuka była zajęta sukcesywną obroną tytułu nad Bliss, Flair zmierzyła się w meczu pojedynczym z Baszler, który zakończył się brakiem konkursu. Następnie sprzymierzyła się z Daną Brooke i Mandy Rose, aby zostać pokonanymi przez Jax, Baszler i Evans, w meczu który początkowo zakończył się wyliczeniem, z korzyścią dla drużyny Charlotte, ale obie strony zgodziły się na restart. Po tym ogłoszono, że Nia i Shayna dostają rewanż o tytuły na Royal Rumble. Asuka i Flair na gali straciły mistrzostwa po tym jak Lacey Evans zaatakowała Charlotte, podczas gdy sędzia nic nie widział.
22 marca 2021 została wyzwana o mistrzostwo kobiet Raw, przez debiutantkę głównego składu, Rheę Ripley na WrestleManię 37. Asuka przyjęła wyzwanie, a na gali straciła mistrzostwo na rzecz Ripley kończąc drugie najdłuższe panowanie, w historii mistrzostwa po 231 dniach.

## Życie osobiste
Urai jest absolwentką Osaka University of Arts Junior College. Pisała artykuły dla Xbox Magazine, projektowała grafiki na Nintendo DS i aplikacje mobilne. Prowadziła też salon fryzjerski "Another Heaven" w Yokohamie. Jest wielką fanką kultury amerykańskiej.

## Styl walki

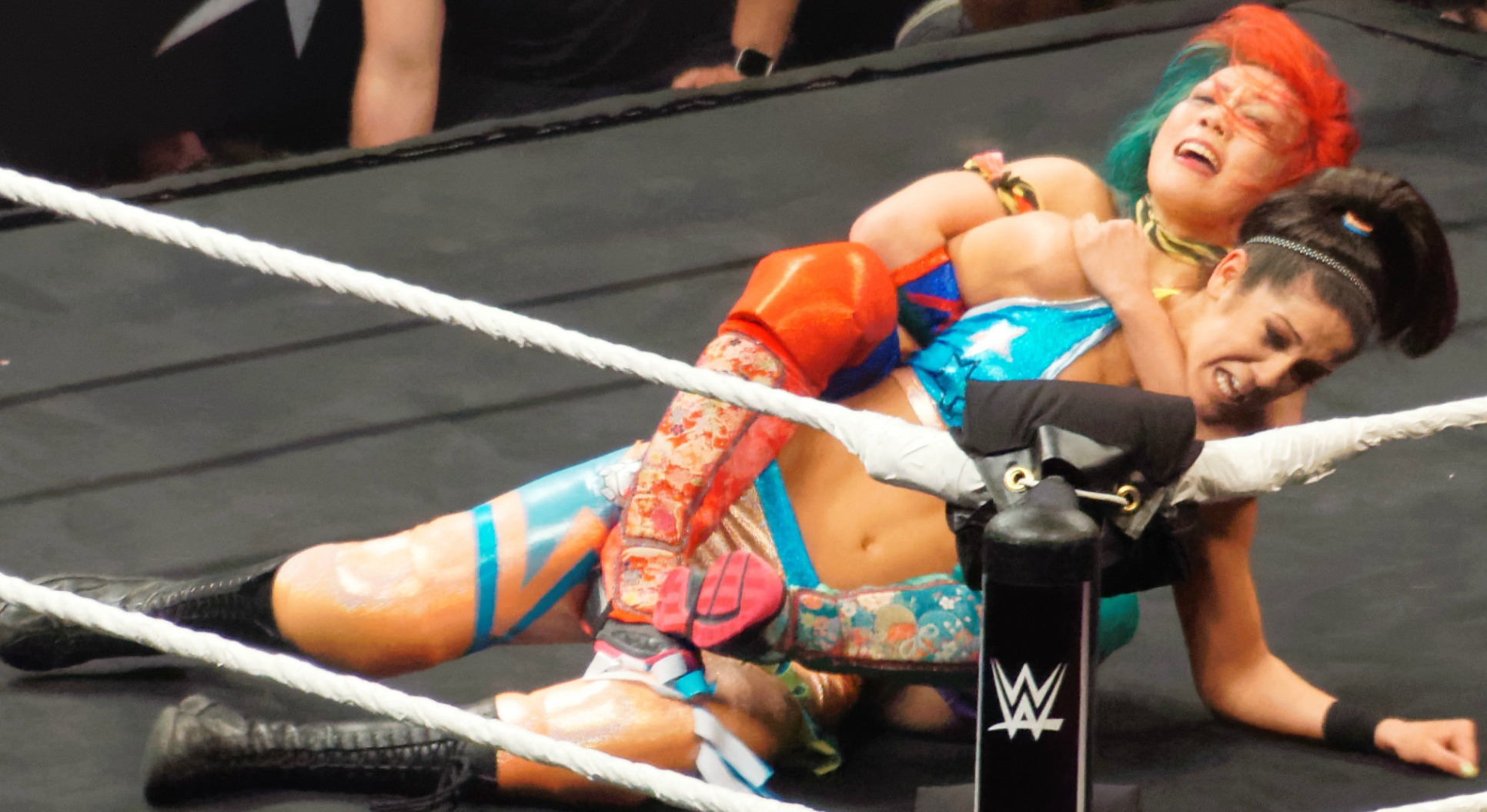
Asuka wykonująca Asuka Lock na Bayley

- Finishery
  - Jako Asuka
    - Asuka Lock[111] (Crossface chickenwing z bodyscissors)
    - Spin kick[112]

  - Jako Kana
    - Billiken (Running hip attack w twarz siedzącego przeciwnika)[113]
    - Henkei Zombie-gatame (Leg trap camel clutch)[114]
    - Kanagon (Grounded dragon sleeper)[113]
    - Kana Lock (Crossface chickenwing with bodyscissors)[113]
    - Fujiwara armbar[115]
- Inne ruchy
  - Jako Asuka
    - Ankle lock[116]
    - Flying cross armbar[116]
    - Hip attack[116]

  - Jako Kana
    - Back fist[117]
    - Diving splash[113]
    - Wariacje hip attacku[113]
    - Roundhouse kick[118]
    - STF[119]
- Przydomki
  - „Kana-chan”[119]
  - „The Empress of Tomorrow”[111]
- Motywy muzyczne
  - "Sakura Wars Theme" ~ Chisa Yokoyama[119]
  - "Sadism" ~ Tsutomu Toya[120] (używany w drużynie z Mio Shirai)
  - "The Future" ~ CFO$[121] (WWE)
  - "Warriors" – (W drużynie z Kairi Sane zwanej "Kabuki Warriors")

## Mistrzostwa i osiągnięcia
- Dramatic Dream Team

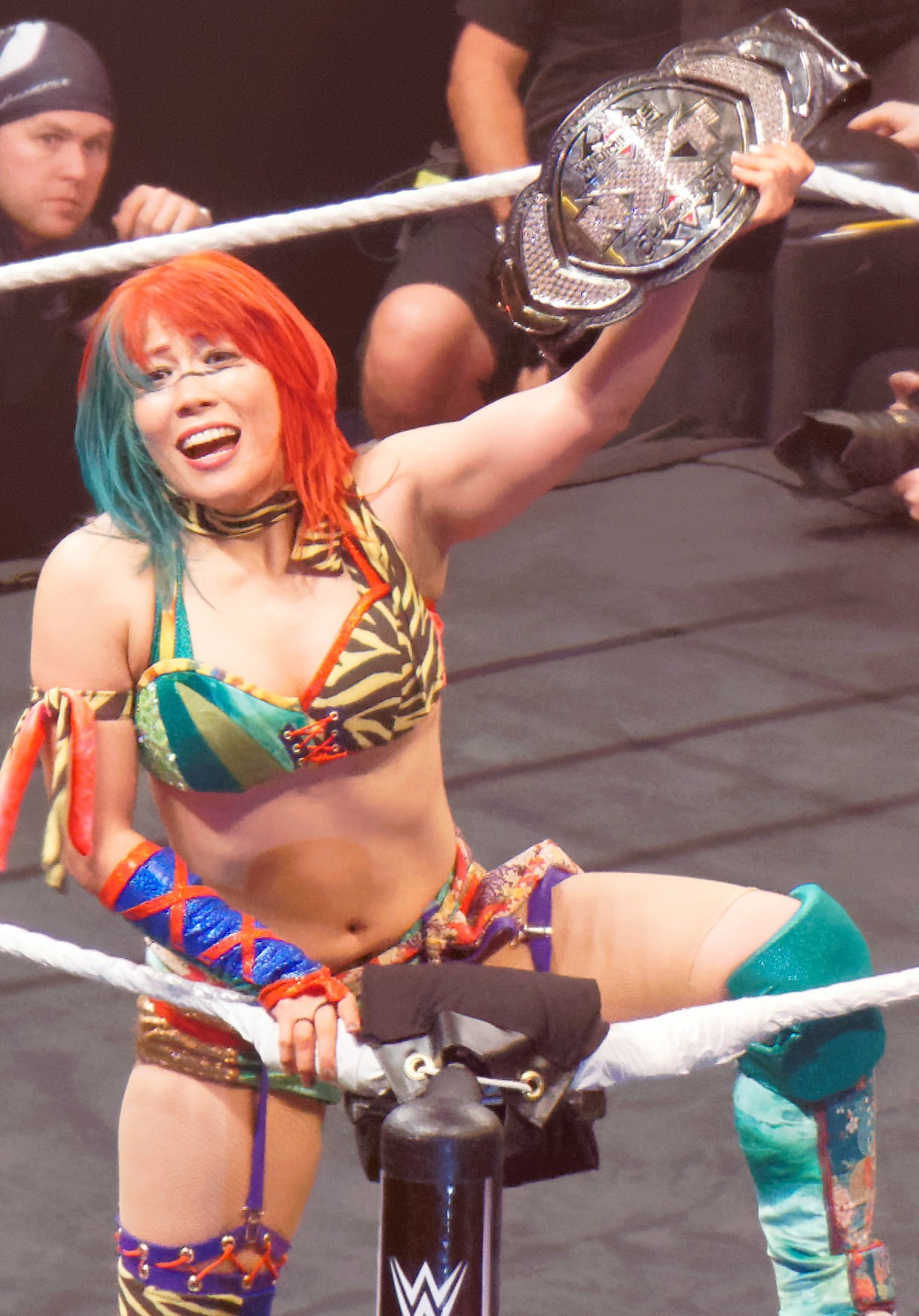
Asuka jest jednokrotną i najdłużej panującą mistrzynią kobiet NXT

  - Ironman Heavymetalweight Championship (5 razy)[39]
- JWP Joshi Puroresu
  - JWP Openweight Championship (1 raz)[40]
  - Best Bout Award (2013) vs. Arisa Nakajima[122]
  - Enemy Award (2013)[122]
- NEO Japan Ladies Pro Wrestling
  - NEO Tag Team Championship (1 raz) – z Nanae Takahashi[16]
- Osaka Joshi Pro Wrestling
  - One Day Tag Tournament (2011) – z Mio Shirai[123]
- Pro Wrestling Illustrated
  - 3. miejsce w rankingu PWI Female 50 w 2016[124]
- Pro Wrestling Wave
  - Wave Tag Team Championship (2 razy) – z Ayumi Kuriharą (1) i Mio Shirai (1)[23]
  - Catch the Wave (2011)[19]
  - Dual Shock Wave (2011) – z Ayumi Kuriharą[20]
- Reina Joshi Puroresu
  - Reina World Tag Team Championship (1 raz) – z Arisą Nakajimą[32]
  - Reina World Women’s Championship (1 raz)[32]
  - Reina World Tag Team Championship Tournament (2014) – z Arisą Nakajimą[32]
- Smash
  - Smash Diva Championship (2 razy)[26]
  - Smash Diva Championship Tournament (2011)[26]
- WWE
  - NXT Women’s Championship (1 raz)[125]
  - WWE Women's Tag Team Championship (2 razy) z Kairi Sane (1) i Charlotte Flair (1)[126]
  - WWE Raw Women’s Championship (2 razy)[127]
  - WWE SmackDown Women’s Championship (1 raz)[128]
  - Zwyciężczyni Royal Rumble matchu kobiet (2018)[129]
  - Zwyciężczyni  kontraktu Money in the Bank kobiet (2020)[130]
  - Druga, kobieca Grand Slam Champion
  - Trzecia, kobieca Triple Crown Champion
  - NXT Year-End Award (3 razy)
    - Zawodniczka roku (2016 i 2017)
    - Ogólny konkurent roku (2017)

  - WWE Year-End Award for Women's Tag Team of the Year (2019) – z Kairi Sane[131]